# Sphagia
 (juillet 2017).
Sphagia, dans la Grèce antique, désigne le sacrifice (par égorgement) d'un animal avant le début d'une bataille.
La façon dont s'écoulait le sang présageait de l'issue de l’affrontement.